# Maske Begrave

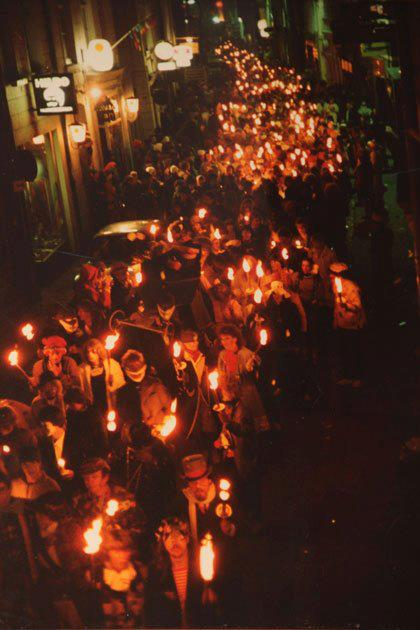
Historische foto van de fakkeltocht van het Sittardse maske Begrave

Het Maske Begrave (letterlijk masker begraven) is een oude Sittardse traditie die jaarlijks georganiseerd wordt door de Sittardse culturele vereniging de Mander en de vereniging 'Klup Neit Kepot Te Kriege', op carnavalsdinsdag 24.00 uur ten teken dat carnaval is afgelopen en de vastentijd begint. In een fakkeloptocht wordt vanaf de Sittardse Markt naar de Kollenberg getrokken. Hier wordt het maske -Sittards voor masker en symbool voor de carnaval- ten grave gedragen tot grote droefenis van de carnavalsvierders. Bij de grafrede worden actuele onderwerpen op humoristische wijze op de hak genomen.
Hoewel sommige carnavalisten nooit genoeg krijgen van het feesten en deze activiteit niet toejuichen, mag het sfeervolle Maske Begrave op veel belangstelling rekenen.

## Historie
De eerste benaming van Maske Begrave stamt uit 1929. Het hedendaagse Maske Begrave stamt uit 1974, toen de Mander het op carnavalsdinsdag op de Kollenberg begon uit te voeren. In 2011 besloot de Mander om het Maske Begrave op een kleinere, nieuwe manier voort te zetten wegens teruglopende belangstelling. Niet iedereen was het hier echter mee eens en daarom sloot de Klup Neit Kepot Te Kriege zich aan om samen met de Mander het Maske Begrave traditioneel te houden op de huidige locatie. Sinds 2012 wordt het dan ook door deze beide partijen tot uitvoering gebracht.